# سوزان بيرنرت
سوزان بيرنرت (من مواليد 26 سبتمبر 1982)  هي ممثلة هندية-ألمانية تعيش في الهند وتعمل بشكل أساسي في الأفلام الهندية بلغات مختلفة. عملت في أفلام مثل Ramdhanu - The Rainbow و Honeymoon Travels Pvt. والمسلسلات التلفزيونية مثل 7 RCR و Kasautii Zindagii Kay.، تتحدث الفرنسية والإيطالية والإنجليزية والألمانية والإسبانية والهندية والماراثية والبنغالية.، مثلت في المسلسل التاريخي Chakravartin Ashoka Samrat بدور «الملكة هيلينا» ونالت مدح كبير وترشيحات عليه، ظهرت في المسلسل Yeh Rishta Kya Kehlata Hai، لعب دور سونيا غاندي في المسلسل 7 RCR، وفي الفيلم The Accidental Prime Minister.

## النشأة
بيرنرت من دتمولد في ألمانيا. تعيش والدتها مونيكا والأب مايكل في لينداو بألمانيا. عندما كانت في التاسعة عشرة من عمرها ، درست دورة التمثيل لمدة ثلاث سنوات تحت قيادة هايدلوت ديهل في برلين وهي راقصة باليه مدربة . وهي أيضًا راقصة لافانية بارعة. كما قامت بدورة تدريبية مع المنتج الأمريكي والممثل الأمريكي جورو سوزان باتسون في برلين. [بحاجة لمصدر] ، انتقلت إلى مومباي عام 2005. يمكنها التحدث باللغة الهندية والماراثية والبنغالية. عملت سوزان في مجموعة من المسلسلات التلفزيونية (بما في ذلك البنغالية والماراثية). وهي تعمل أيضًا في الأفلام والمسلسلات البنغالية والماراثية.

## الحياة الشخصية

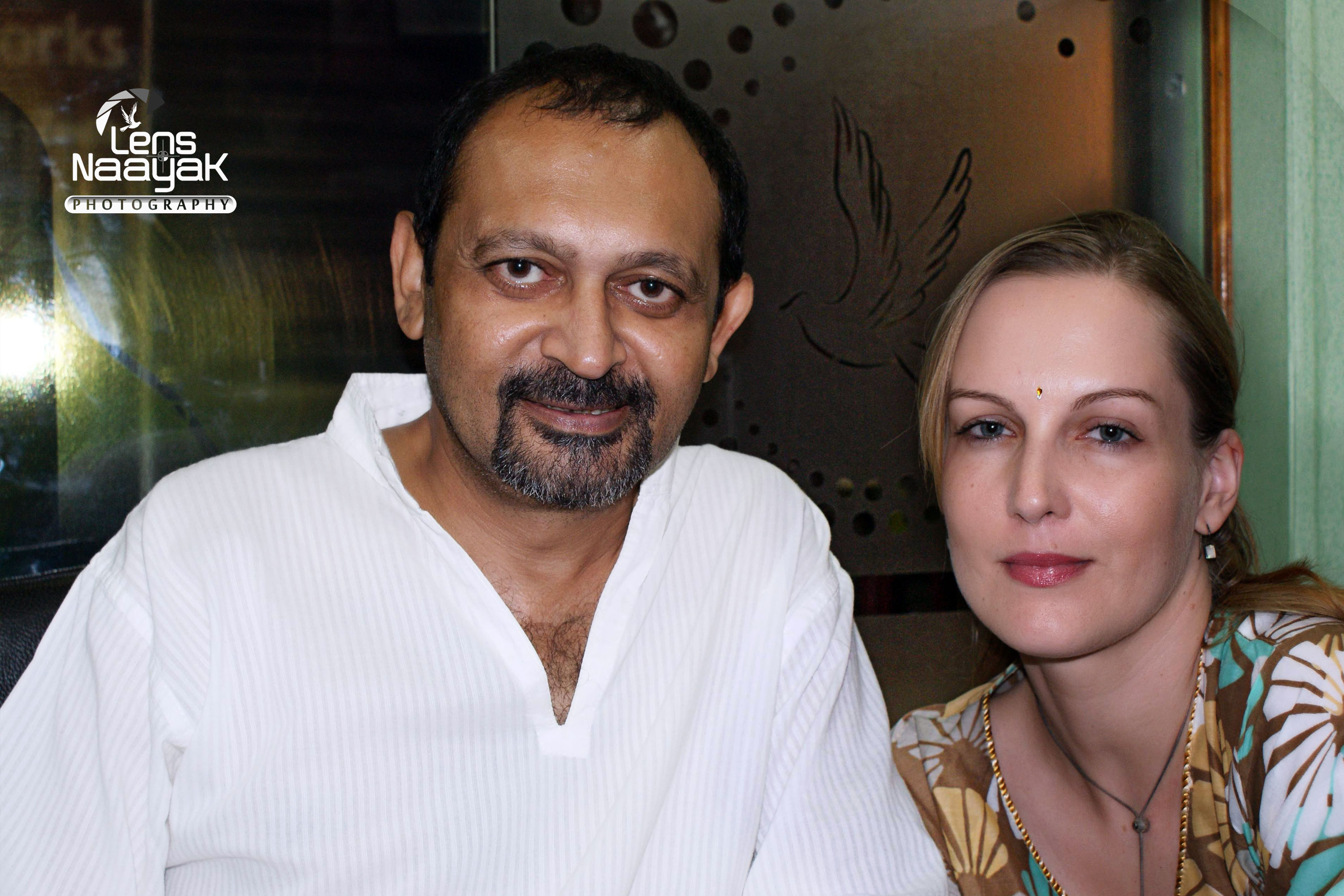
سوزان مع زوجها أكيل ميشرا

تزوجت بيرنرت من الممثل أكيل ميشرا في محكمة مدنية في 3 فبراير 2009. تزوجا مرة أخرى بطريقة تقليدية في 30 سبتمبر 2011.، عملت معه في فيلم Kram والمسلسل Mera Dil Dewaana Doordarsha. حاصلة على الجنسية الهندية.

## روابط خارجية
- سوزان بيرنرت على موقع IMDb (الإنجليزية)
- سوزان بيرنرت على موقع ألو سيني (الفرنسية)
- سوزان بيرنرت على موقع قاعدة بيانات الفيلم (الإنجليزية)
- سوزان بيرنرت على موقع كينوبويسك (الروسية)